# Hjalmar Saxtorph
Hjalmar Christen Saxtorph (* 19. April 1883 in Vorgod; † 24. April 1942 in Kopenhagen) war ein dänischer Schwimmer.

## Karriere
Saxtorph nahm 1906 an den Olympischen Zwischenspielen in Athen teil. Im Wettbewerb über 1 Meile Freistil erreichte er den elften Rang, auch über 400 m Freistil schwamm er im Finallauf. Zwei Jahre später war er ebenso Teilnehmer der Spiele in London. In den Individualdisziplinen über 100 m und 400 m Freistil scheiterte er jeweils im Vorlauf. Auch der Mannschaftswettbewerb mit der dänischen Staffel über 4 × 200 m Freistil endete nach der Vorrunde.